# Posiołok 2-go otdielenija sowchoza «Masłowskij»
Posiołok 2-go otdielenija sowchoza «Masłowskij» (ros. Посёлок 2-го отделения совхоза «Масловский») – osiedle w Rosji, w obwodzie woroneskim, w rejonie nowousmańskim. W 2010 liczyło 335 mieszkańców.